# Erzbistum Kunming
Das Erzbistum Kunming (lat.: Archidioecesis Coenmimensis) ist ein römisch-katholisches Erzbistum mit Sitz in Kunming in der Volksrepublik China.

## Geschichte
Papst Innozenz XII. gründete mit dem Breve E sublimi Sedis das Apostolische Vikariat Yunnan am 15. Oktober 1696 aus Gebietsabtretungen des Bistums Nanking. Im Jahre 1715 wurde es aufgelöst und sein Gebiet dem Apostolischen Vikariat Sichuan übergeben.
Mit dem Breve Cum ad augendam wurde es am 28. August 1840 wiederhergestellt. Den Namen Apostolisches Vikariat Yünnanfu nahm es am 3. Dezember 1924 an. Mit der Apostolischen Konstitution Quotidie Nos wurde es am 11. April 1946 zum Metropolitanerzbistum erhoben.
Teile seines Territoriums verlor es zugunsten der Errichtung folgender Bistümer:
- 3. November 1924 an das Apostolische Vikariat Bắc Ninh;
- 22. November 1929 an die Mission sui juris Dali;
- 8. April 1935 an die Apostolische Präfektur Chaotung.

Am 30. April 2006 wurde der von der Chinesischen Katholisch-Patriotischen Vereinigung zum Erzbischof nominierte Joseph Ma Ying-lin zum Bischof geweiht; diese Weihe führte zu einer Protestnote des Heiligen Stuhls, weil die Weihe ohne Mandat des Papstes und ohne Einheit der Kirche stattfand. Joseph Ma Ying-lin ist der Generalsekretär der chinesischen Bischofskonferenz und Vizepräsident der Chinesischen Katholisch-Patriotischen Vereinigung.

## Ordinarien

### Apostolische Vikare von Yunnan
- Joseph Ponsot M.E.P. (21. Januar 1841 – 17. November 1880)
- Jean-Joseph Fenouil MEP (29. Juli 1881 – 10. Januar 1907)
- Charles-Marie-Félix de Gorostarzu MEP (10. Dezember 1907 – 3. Dezember 1924)

### Apostolische Vikare von Yünnanfu
- Charles-Marie-Félix de Gorostarzu MEP (10. Dezember 1907 – 27. März 1933)
- Georges-Marie-Joseph-Hubert-Ghislain de Jonghe d’Ardoye MEP (3. Mai 1933 – 16. Oktober 1938, dann Apostolischer Delegat im Königreich Irak)
- Jean Larregain MEP (13. Juni 1939 – 2. Mai 1942)
- Alexandre-Joseph-Charles Derouineau MEP (8. Dezember 1943 – 11. April 1946)

### Erzbischöfe von Lanzhou
- Alexandre-Joseph-Charles Derouineau MEP (11. April 1946 – 30. September 1973)
- Kong Ling-zhong PSS (1962 – 30. Oktober 1992) (Bischof der Chinesischen Katholisch-Patriotischen Vereinigung)
- Joseph Ma Yinglin (* 1965, seit 30. April 2006 im Amt als Bischof der Chinesischen Katholisch-Patriotischen Vereinigung, 2018 vom Papst anerkannt)